# Аббондати, Джордано
Джордано Аббондати (итал. Giordano Abbondati; 29 мая 1948 года, Милан, Италия — 21 апреля 2005 года, Лондон, Великобритания) — фигурист из Италии, участник зимних Олимпийских игр 1964 и 1968 года, семикратный чемпион Италии 1961—1966, 1968 годов в мужском одиночном катании.
Джордано Аббондати закончил спортивные выступления в 1968 году, работал в медицине. Был в течение многих лет судьёй на международных соревнованиях. Он женился на коллеге, судье из Финляндии Хели Райнесало и в 1974 году переехал в Хельсинки. Позднее вместе с женой и двумя детьми переехал в Лондон, где работал консультантом анестезиологом в госпитале. Умер в 2005 году.

## Спортивные достижения
| Соревнования/Сезоны     | 1961 | 1962 | 1963 | 1964 | 1965 | 1966 | 1967 | 1968 |
| ----------------------- | ---- | ---- | ---- | ---- | ---- | ---- | ---- | ---- |
| Зимние Олимпийские игры |      |      |      | 14   |      |      |      | 14   |
| Чемпионаты мира         |      |      | 17   |      | 14   | 9    |      | 16   |
| Чемпионаты Европы       | 14   | 13   | 15   | 8    | 11   | 7    |      | 11   |
| Чемпионаты Италии       | 1    | 1    | 1    | 1    | 1    | 1    |      | 1    |